# Elecciones estatales de Paraíba de 2022
Las elecciones estatales en Paraíba en 2022 se realizaron el 2 de octubre (primera vuelta) y el 30 de octubre (segunda vuelta, si es necesario). Los electores debían elegir un gobernador, un vicegobernador, un senador, 12 diputados a la Cámara de Diputados y 36 diputados a la Asamblea Legislativa. El actual gobernador João Azevêdo, del Partido Socialista Brasileño (por el cual fue electo en 2018, migrando a Ciudadanía durante unos meses en 2020), se presentó a la reelección, junto a otros siete candidatos para el cargo.
En la primera vuelta, João Azevêdo recibió 863.174 votos, contra 520.155 del diputado federal Pedro Cunha Lima del Partido de la Social Democracia Brasileña (PSDB), clasificando los dos candidatos para la segunda vuelta. Nilvan Ferreira del Partido Liberal (PL) y Veneziano Vital do Rêgo parte del Movimiento Democrático Brasileño (MDB) quedaron en el tercer y cuarto lugar, mientras que Adjany Simplício (PSOL), Major Fábio (PRTB), Antônio Nascimento (PSTU) y Adriano Trajano (PCO) obtuvieron votos insignificantes. En la segunda vuelta, el candidato socialista fue reelegido con 1.221.904 votos, contra 1.104.963 del tucano, habiendo ganado en 170 municipios, mientras que Pedro Cunha Lima fue el más votado en 53 (incluida la Región Metropolitana de João Pessoa y en Campina Grande).
Para el Senado Federal, el candidato más votado fue el diputado federal Efraim Morais Filho, de Unión Brasil (UNIÃO), que obtuvo 617 517 votos, contra 457 679 de Pollyanna Dutra (PSB) y 431 857 de Ricardo Coutinho ( PT ), que tuvo la candidatura rechazada por el TSE, heredando la vacante ocupada por Nilda Gondim, del MDB, elegida como primera suplente de José Maranhão en 2014 y que asumió con la muerte del titular, en febrero de 2021.
El gobernador y el vicegobernador elegidos en esta elección ejercerán su mandato unos días más. Esto se debe a la Enmienda Constitucional N° 111, que modificó la Constitución y estipuló que el mandato de los gobernadores de los estados y del Distrito Federal debía comenzar el 6 de enero después de la elección. Sin embargo, los candidatos electos en esta elección tomarán posesión el 1 de enero de 2023 y entregarán su cargo el 6 de enero de 2027.

## Calendario electoral
| Calendario electoral       | Calendario electoral                                                                      |
| -------------------------- | ----------------------------------------------------------------------------------------- |
| 15 de mayo                 | Inicio del financiamiento para precandidatos                                              |
| 20 de julio al 5 de agosto | Convenciones partidarias para elegir candidatos y coaliciones                             |
| 2 de octubre               | Primera vuelta de las elecciones                                                          |
| 7 al 28 de octubre         | Publicidad electoral gratuita en radio y televisión relativa a una posible segunda vuelta |
| 30 de octubre              | Posible segunda vuelta electoral                                                          |
| hasta el 19 de diciembre   | Diplomatura de los elegidos por el Tribunal Electoral                                     |

## Candidatos a Gobernador de Paraíba

### Candidatos oficiales
| Gobernador                                                                               | Gobernador                                                                               | Gobernador                                                                               | Vicegobernador/a                                                                         | Vicegobernador/a                                                                         | Vicegobernador/a                                                                         | Nª                                                                                       | Coalición / Federación                                                                   | Tiempo en franja |
| Candidato                                                                                | Roto                                                                                     | Roto                                                                                     | Candidato                                                                                | Roto                                                                                     | Roto                                                                                     | Nª                                                                                       | Coalición / Federación                                                                   | Tiempo en franja |
| ---------------------------------------------------------------------------------------- | ---------------------------------------------------------------------------------------- | ---------------------------------------------------------------------------------------- | ---------------------------------------------------------------------------------------- | ---------------------------------------------------------------------------------------- | ---------------------------------------------------------------------------------------- | ---------------------------------------------------------------------------------------- | ---------------------------------------------------------------------------------------- | ---------------- |
| Adjany Simplicio                                                                         |                                                                                          | PSOL                                                                                     | Jardel Queiroz                                                                           |                                                                                          | UP                                                                                       | 50                                                                                       | Derecho al Futuro Fed. (PSOL-REDE), UP                                                   | 24s              |
| João Azevêdo                                                                             |                                                                                          | PSB                                                                                      | Lucas Ribeiro                                                                            |                                                                                          | PP                                                                                       | 40                                                                                       | Juntos por Paraíba PSB, AGIR, PP, AVANTE, PMN, PSD, SD, PODE, REP, PATRI                 | 3min15s          |
| Fábio Rodrigues                                                                          |                                                                                          | PRTB                                                                                     | Jod Candeia                                                                              |                                                                                          | PRTB                                                                                     | 28                                                                                       |                                                                                          |                  |
| Antônio Nascimento                                                                       |                                                                                          | PSTU                                                                                     | Alicia Maciel                                                                            |                                                                                          | PSTU                                                                                     | 16                                                                                       |                                                                                          |                  |
| Nilvan Ferreira                                                                          |                                                                                          | PL                                                                                       | Artur Bolinha                                                                            |                                                                                          | PL                                                                                       | 22                                                                                       |                                                                                          | 48s              |
| Pedro Cunha Lima                                                                         |                                                                                          | PSDB                                                                                     | Domiciano Cabral                                                                         |                                                                                          | Cidadania                                                                                | 45                                                                                       | Coraje para Cambiar Fed. (PSDB-Cidadania), PDT, UNIÃO, PMB, PROS, PSC, PTB               | 3min23s          |
| Veneciano Vital do Rêgo                                                                  |                                                                                          | MDB                                                                                      | Maisa Cartaxo                                                                            |                                                                                          | PT                                                                                       | 15                                                                                       | Paraíba tiene Prisa por ser Feliz MDB, FE Brasil (PT, PV, PCdoB)                         | 2min08s          |
| Presentación de acuerdo con la orden de propaganda electoral y representación partidaria | Presentación de acuerdo con la orden de propaganda electoral y representación partidaria | Presentación de acuerdo con la orden de propaganda electoral y representación partidaria | Presentación de acuerdo con la orden de propaganda electoral y representación partidaria | Presentación de acuerdo con la orden de propaganda electoral y representación partidaria | Presentación de acuerdo con la orden de propaganda electoral y representación partidaria | Presentación de acuerdo con la orden de propaganda electoral y representación partidaria | Presentación de acuerdo con la orden de propaganda electoral y representación partidaria | Sobras: 2s       |

### Candidaturas rechazadas
| Gobernador      | Gobernador | Gobernador | Vicegobernador | Vicegobernador | Vicegobernador | Nª | Coalición / Federación | Tiempo en franja |
| Candidato       | Roto       | Roto       | Candidato      | Roto           | Roto           | Nª | Coalición / Federación | Tiempo en franja |
| --------------- | ---------- | ---------- | -------------- | -------------- | -------------- | -- | ---------------------- | ---------------- |
| Adriano Trajano |            | PCO        | José Pessoa    |                | PCO            | 29 |                        |                  |

El TRE-PB rechazó la candidatura de Adriano Trajano a la Gobernación por la irresponsabilidad del candidato en las elecciones de 2020, cuando se postuló para Concejal de Campina Grande.

### Abandonos
Lígia Feliciano (PDT), Cabo Gilberto Silva (PL), Luciano Cartaxo (PT), Romero Rodrigues (PSC), Daniella Ribeiro (PSD) y Camilo Duarte (PCO).

## Candidatos al Senado Federal
| Senador          | Senador                | Senador | Suplentes           | Suplentes | Suplentes | Nª  | Coalición / Federación                                                     | Tiempo en franja |
| Candidato        | Partido                | Partido | Candidatos          | Partido   | Partido   | Nª  | Coalición / Federación                                                     | Tiempo en franja |
| ---------------- | ---------------------- | ------- | ------------------- | --------- | --------- | --- | -------------------------------------------------------------------------- | ---------------- |
| Alexandre Soares |                        | PSOL    | 1°: Celso Batista   |           | PSOL      | 500 | Derecho al Futuro Fed. (PSOL-REDE), UP                                     | 11s              |
| Alexandre Soares | 2ª: Sizenando Leal     | PSOL    |                     |           | PSOL      | 500 | Derecho al Futuro Fed. (PSOL-REDE), UP                                     | 11s              |
| André Ribeiro    |                        | PDT     | 1°: Karlyne Ramalho |           | PDT       | 123 |                                                                            | 21s              |
| André Ribeiro    | 2ª: Shislaine Cabral   | PDT     |                     |           | PDT       | 123 |                                                                            | 21s              |
| Bruno Roberto    |                        | PL      | 1°: Tercio Arnaud   |           | PL        | 222 |                                                                            | 24s              |
| Bruno Roberto    | 2ª: Isaac Venerando    | PL      |                     |           | PL        | 222 |                                                                            | 24s              |
| Efraim Filho     |                        | UNIÃO   | 1°: André Amaral    |           | PROS      | 444 | Coraje para Cambiar Fed. (PSDB-Cidadania), PDT, UNIÃO, PMB, PROS, PSC, PTB | 1min31s          |
| Efraim Filho     | 2°: Erik Marinho       | UNIÃO   |                     | UNIÃO     |           | 444 | Coraje para Cambiar Fed. (PSDB-Cidadania), PDT, UNIÃO, PMB, PROS, PSC, PTB | 1min31s          |
| Manoel Messias   |                        | PCO     | 1°: Marcos José     |           | PCO       | 290 |                                                                            |                  |
| Manoel Messias   | 2ª: Marcone da Silva   | PCO     |                     |           | PCO       | 290 |                                                                            |                  |
| Pollyanna Dutra  |                        | PSB     | 1°: Nagibe Vieira   |           | PSD       | 400 | Juntos por Paraíba PSB, AGIR, PP, AVANTE, PMN, PSD, SD, PODE, REP, PATRI   | 1min21s          |
| Pollyanna Dutra  | 2°: Marcos Davi        | PSB     |                     | PP        |           | 400 | Juntos por Paraíba PSB, AGIR, PP, AVANTE, PMN, PSD, SD, PODE, REP, PATRI   | 1min21s          |
| Ricardo Coutinho |                        | PT      | 1°: Jeová Campos    |           | PT        | 133 | Paraíba tiene Prisa por ser Feliz MDB, FE Brasil (PT, PV, PCdoB)           | 1min08s          |
| Ricardo Coutinho | 2ª: Alexandre Santiago | PT      |                     |           | PT        | 133 | Paraíba tiene Prisa por ser Feliz MDB, FE Brasil (PT, PV, PCdoB)           | 1min08s          |
| Sérgio Queiroz   |                        | PRTB    | 1°: André Lucena    |           | PRTB      | 282 |                                                                            |                  |
| Sérgio Queiroz   | 2ª: Natália Alves      | PRTB    |                     |           | PRTB      | 282 |                                                                            |                  |

Se retiraron de la precandidatura: Sousa Neto (PSOL), Marcelo Queiroga (sin partido), Aguinaldo Ribeiro (PP), Carlão Pelo Bem (PL), Rangel Júnior (PCdoB), Silvana Pilipenko (PMB), Geraldo Medeiros y Heron Cid (ambos de PSB).

## Generadores de guías electorales
El día 15 de agosto, el Tribunal Regional Electoral de Paraíba definió la orden de las geradoras del guía electoral después de reunión hecha en julio. En el primer turno, las TVs Cabo Blanco (26 de agosto a 5 de septiembre), Correo (6 a 17 de septiembre) y Tambaú (18 a 29 de septiembre) se revezaram en la exhibición de los programas, mientras la generación del horario electoral en el segundo turno será hecha por las TVs Arapuan (7 a 17 de octubre) y Manaíra (18 a 28 del mismo mes), mientras la Radio Tabajara será la geradora del guía electoral radiofônico. El sorteo para definir la orden de exhibición en la estrena del guía electoral fue en 19 de agosto - Pedro Cuña Lima y João Azevêdo tuvieron los mayores tiempos de programa (3 minutos y 15 segundos para el candidato del PSDB y 3 y 15 para el candidato del PSB, que será el primero a abrir la secuencia). Como sus partidos no alcanzaron la cláusula de barrera en las elecciones de 2018, Antônio Nacimiento (PSTU), Major Fábio (PRTB) y Adriano Trajano (PCO) no tuvieron tiempo de exhibición en el horario electoral. Entre los candidatos a Senado, André Ribeiro (PDT) abrió lo guía electoral, pero su inserción no fue exhibida.
Así como los candidatos al gobierno del estado (con excepción del PSTU, que no lanzó ningún nombre para la disputa), los candidatos a la vacante de senador por el PRTB y por el PCO (Sérgio Queiroz y Manoel Messias ) tampoco tenía el derecho a tiempo para mostrar en el momento de la elección.

## Debates
| Fecha                    | Organizadores                    | Mediador         | Simplício (PSOL) | Trajano (PCO) | João (PSB) | Fabio (PRTB) | Nacimiento (PSTU) | Ferreira (PL) | Cunha (PSDB) | Veneziano (MDB) |
| ------------------------ | -------------------------------- | ---------------- | ---------------- | ------------- | ---------- | ------------ | ----------------- | ------------- | ------------ | --------------- |
| 7 de agosto de 2022      | TV Manaíra y BandNews FM Manaíra | Cláudia Carvalho | P                | A             | P          | P            | P                 | P             | P            | P               |
| 8 de agosto de 2022      | TV Arapuan y Arapuan FM          | Luís Tôrres      | P                | A             | P          | P            | P                 | P             | P            | P               |
| 5 de septiembre de 2022  | Borborema TV                     | Kalilka Vólia    | P                | A             | P          | P            | P                 | P             | P            | P               |
| 27 de septiembre de 2022 | TV Cabo Branco y TV Paraíba      | Helter Duarte    | P                | A             | P          | A            | A                 | P             | P            | P               |

## Encuestas

### Gobernador

#### Primera vuelta
La primera ronda está programada para el 2 de octubre de 2022.
| Encuestadora       | Fecha                              | Muestra | João PSB | Veneziano MDB             | Cunha PSDB | Nilvan PL | Fábio PRTB | Simplício PSOL | Nascimento PSTU | Trajano PCO | NS/NR | Ventaja |    |    |    |    |     |
| ------------------ | ---------------------------------- | ------- | -------- | ------------------------- | ---------- | --------- | ---------- | -------------- | --------------- | ----------- | ----- | ------- | -- | -- | -- | -- | --- |
| Encuestadora       | Fecha                              | Muestra | Ipec     | 28–30 de setembro de 2022 | 800        | 37%       | 21%        | 21%            | 14%             | 0%          | NS/NR | Ventaja | 0% | 1% | 0% | 7% | 16% |
| Instituto Verita   | 21–25 de setembro de 2022          | 1.512   | 34,1%    | 22,2%                     | 15,1%      | 22,2%     | 1%         | 1,1%           | 1,1%            | 1,1%        | 2,1%  | 12,9%   |    |    |    |    |     |
| Ipec               | 19–21 de setembro de 2022          | 800     | 35%      | 15%                       | 20%        | 14%       | 0%         | 0%             | 0%              | 0%          | 21%   | 15%     |    |    |    |    |     |
| Real Time Big Data | 16–17 de setembro de 2022          | 1.000   | 33%      | 17%                       | 14%        | 15%       | 2%         | 1%             | 0%              | 0%          | 18%   | 16%     |    |    |    |    |     |
| Instituto Verita   | 29 de agosto–2 de setembro de 2022 | 1.512   | 28,7%    | 18,6%                     | 15,5%      | 17,8%     | 0,5%       | 1,1%           | 0,1%            | 0,4%        | 17,4% | 10,1%   |    |    |    |    |     |
| Opus               | 29–31 de agosto de 2022            | 1.000   | 31%      | 16%                       | 18%        | 14%       | 1%         | 1%             | 0%              | 1%          | 19%   | 13%     |    |    |    |    |     |
| Ipec               | 26–28 de agosto de 2022            | 800     | 32%      | 14%                       | 16%        | 15%       | 1%         | 1%             | 0%              | 1%          | 20%   | 16%     |    |    |    |    |     |
| Real Time Big Data | 20–22 de agosto de 2022            | 1.500   | 29%      | 14%                       | 14%        | 15%       | 1%         | 1%             | 0%              | 0%          | 26%   | 14%     |    |    |    |    |     |
| PB Agora/Datavox   | 18–20 de agosto de 2022            | 2.000   | 28,6%    | 12,5%                     | 16,5%      | 12,8%     | 1,1%       | 0,6%           | 0,6%            | 0,4%        | 26,9% | 12,1%   |    |    |    |    |     |

### Segunda vuelta
La segunda ronda entre los dos candidatos tendrá lugar el 30 de octubre.
| Encuestadora       | Fecha                    | Muestra | João PSB | Cunha PSDB               | NS/NR | Ventaja |       |        |        |        |    |
| ------------------ | ------------------------ | ------- | -------- | ------------------------ | ----- | ------- | ----- | ------ | ------ | ------ | -- |
| Encuestadora       | Fecha                    | Muestra | Consult  | 22–23 de outubro de 2022 | NS/NR | Ventaja | 1.600 | 48,31% | 39,31% | 12,38% | 9% |
| Real Time Big Data | 22–24 de outubro de 2022 | 1.000   | 50%      | 41%                      | 9%    | 9%      |       |        |        |        |    |
| Instituto Veritá   | 17–20 de outubro de 2022 | 1.512   | 45,5%    | 45,7%                    | 8,9%  | 0,2%    |       |        |        |        |    |
| Ipec               | 18–20 de outubro de 2022 | 800     | 47%      | 42%                      | 11%   | 5%      |       |        |        |        |    |
| Real Time Big Data | 15–17 de outubro de 2022 | 1.000   | 49%      | 38%                      | 13%   | 11%     |       |        |        |        |    |
| Real Time Big Data | 8–10 de outubro de 2022  | 1.000   | 48%      | 39%                      | 13%   | 9%      |       |        |        |        |    |

### Senador Federal
| Encuestadora       | Fecha                              | Muestra | Pollyana PSB | Coutinho PT               | Efraim UNIÃO | Bruno PL | André PDT | Queiroz PRTB | Alexandre PSOL | Messias PCO | NS/NR | Ventaja |    |    |    |     |        |
| ------------------ | ---------------------------------- | ------- | ------------ | ------------------------- | ------------ | -------- | --------- | ------------ | -------------- | ----------- | ----- | ------- | -- | -- | -- | --- | ------ |
| Encuestadora       | Fecha                              | Muestra | Ipec         | 28–30 de setembro de 2022 | 800          | 16%      | 25%       | 25%          | 6%             | 0%          | NS/NR | Ventaja | 5% | 0% | 2% | 37% | Empate |
| Instituto Verita   | 21–25 de setembro de 2022          | 1.512   | 13,4%        | 24,4%                     | 19,7%        | 10,7%    | 0,9%      | 7,9%         | 1,2%           | 0,1%        | 21,6% | 4,7%    |    |    |    |     |        |
| Ipec               | 19–21 de setembro de 2022          | 800     | 12%          | 27%                       | 25%          | 6%       | 0%        | 3%           | 1%             | 2%          | 25%   | 2%      |    |    |    |     |        |
| Real Time Big Data | 16–17 de setembro de 2022          | 1.000   | 16%          | 33%                       | 20%          | 7%       | 1%        | 5%           | 1%             | 0%          | 17%   | 13%     |    |    |    |     |        |
| Instituto Verita   | 29 de agosto–2 de setembro de 2022 | 1.512   | 8,2%         | 26,5%                     | 15,3%        | 8%       | 1,4%      | 5,8%         | 1,5%           | 0,5%        | 32,7% | 11,2%   |    |    |    |     |        |
| Opus               | 29–31 de agosto de 2022            | 1.000   | 8%           | 24%                       | 22%          | 5%       | 3%        | 4%           | 1%             | 1%          | 33%   | 2%      |    |    |    |     |        |
| Ipec               | 26–28 de agosto de 2022            | 800     | 8%           | 30%                       | 20%          | 5%       | 1%        | 2%           | 1%             | 2%          | 31%   | 10%     |    |    |    |     |        |
| Real Time Big Data | 20–22 de agosto de 2022            | 1.500   | 3%           | 28%                       | 17%          | 8%       | 1%        | 5%           | 1%             | 0%          | 37%   | 11%     |    |    |    |     |        |
| PB Agora/Datavox   | 18–20 de agosto de 2022            | 2.000   | 6,1%         | 23,2%                     | 19,4%        | 2,8%     | -         | 2,7%         | 0,7%           | 1%          | 44,1% | 3,8%    |    |    |    |     |        |

## Resultados

### Gobernador
El candidato Adriano Trajano (PCO) no tuvo sus votos calculados por problemas en su candidatura con el TSE.
| Candidatos                | Candidatos                    | Candidatos                   | Primera vuelta | Primera vuelta | Segunda vuelta | Segunda vuelta |
| Gobernador                | Gobernador                    | Vicegobernador/a             | Votos          | %              | Votos          | %              |
| ------------------------- | ----------------------------- | ---------------------------- | -------------- | -------------- | -------------- | -------------- |
|                           | Joao Azevedo (PSB)            | Lucas Ribeiro (PP)           | 863.174        | 39,65          | 1.221.904      | 52,51          |
|                           | Pedro Cunha Lima (PSDB)       | Domitiano Cabral (Cidadania) | 520.155        | 23,90          | 1.104.963      | 47,49          |
|                           | Nilvan Ferreira (PL)          | Arturo Bolinha (PL)          | 406.604        | 18,68          |                |                |
|                           | Veneziano Vital do Rêgo (MDB) | Maisa Cartaxo (PT)           | 373.511        | 17,16          |                |                |
|                           | Adjany Simplicio (PSOL)       | Jardel Queiroz (UP)          | 9.567          | 0,44           |                |                |
|                           | Fábio Rodrigues (PRTB)        | Jod Candeia (PRTB)           | 2.455          | 0.11           |                |                |
|                           | Antonio Nascimento (PSTU)     | Alicia Maciel (PSTU)         | 978            | 0,04           |                |                |
|                           | Adriano Trajano (PCO)         | José Pessoa (PCO)            | 280            | 0.01           |                |                |
|                           |                               |                              |                |                |                |                |
| Votos válidos             | Votos válidos                 | Votos válidos                | 2.176.444      | 85,29          | 2.326.867      | 90,57          |
| Votos en blanco           | Votos en blanco               | Votos en blanco              | 122.399        | 4,80           | 61.286         | 2,39           |
| Votos nulos               | Votos nulos                   | Votos nulos                  | 252.753        | 9,90           | 180.953        | 7,04           |
| Total                     | Total                         | Total                        | 2.551.876      | 100,00         | 2.569.106      | 100,00         |
| Registrados/Participación | Registrados/Participación     | Registrados/Participación    | 3.086.030      | 82,89          | 3.086.131      | 83,25          |

     Segundo turno

### Senador Federal

Candidato más votado por municipio (223):
Efraim Filho (117 municipios)
Pollyanna Dutra (47 municipios)
Bruno Roberto (38 municipios)
Ricardo Coutinho (20 municipios)
Fábio Rodrigues (Capital)

Los candidatos Ricardo Coutinho (PT) y Manoel Messias (PCO) no tuvieron sus votos calculados por problemas en sus candidaturas con el TSE .
| Candidato                 | Candidato                 | Votos     | %      |
| ------------------------- | ------------------------- | --------- | ------ |
|                           | Efraim Filho (UNIÃO)      | 617,477   | 30,82  |
|                           | Pollyanna Dutra (PSB)     | 457,679   | 22,84  |
|                           | Ricardo Coutinho (PT)     | 431,857   | 21,55  |
|                           | Sergio Queiroz (PRTB)     | 233,849   | 11,67  |
|                           | Bruno Roberto (PL)        | 231,968   | 11,58  |
|                           | André Ribeiro (PDT)       | 19,903    | 0.99   |
|                           | Alexandre Soares (PSOL)   | 10,289    | 0,51   |
|                           | Manoel Mesías (PCO)       | 773       | 0,04   |
|                           |                           |           |        |
| Votos válidos             | Votos válidos             | 2.003.022 | 78,49  |
| Votos en blanco           | Votos en blanco           | 235.063   | 9,21   |
| Votos nulos               | Votos nulos               | 313.791   | 12,30  |
| Total                     | Total                     | 2.551.876 | 100,00 |
| Registrados/Participación | Registrados/Participación | 3.086.030 | 82,69  |

     Eleito(a)

## Diputados federales electos
Los candidatos electos se enumeran con información adicional de la Cámara de Diputados . Cabe señalar que los votos en blanco se consideraban válidos para el cálculo del cuociente electoral en disputas proporcionales hasta 1997, cuando se prohibió esta anomalía en nuestra legislación.
| Candidatos          | Partido      | Votos   | Ciudad de origen     | Estado         |
| ------------------- | ------------ | ------- | -------------------- | -------------- |
| Hugo Motta          | Republicanos | 158,171 | João Pessoa          | Paraíba        |
| Aguinaldo Ribeiro   | PP           | 135,001 | Campina Grande       | Paraíba        |
| Cabo Gilberto Silva | PL           | 126,876 | Santa Rita           | Paraíba        |
| Mersinho Lucena     | PP           | 114,818 | João Pessoa          | Paraíba        |
| romero rodrigues    | PSC          | 114,573 | Campina Grande       | Paraíba        |
| Murilo Galdiño      | Republicanos | 112,891 | Pocinhos             | Paraíba        |
| Roberto Wellington  | PL           | 109,067 | São José de Piranhas | Paraíba        |
| Ruy Carneiro        | PSC          | 102,531 | Río de Janeiro       | Río de Janeiro |
| wilson santiago     | Republicanos | 84,407  | Uirauna              | Paraíba        |
| Gervasio Maia       | PSB          | 69,405  | São Paulo            | São Paulo      |
| damião feliciano    | UNIÃO        | 64,023  | Campina Grande       | Paraíba        |
| Luis Couto          | PT           | 54,851  | Soledade             | Paraíba        |

#### Por Partido/Federación
| N.º                       | Partido                                          | Votos     | %      | Escaños | ±           |
| ------------------------- | ------------------------------------------------ | --------- | ------ | ------- | ----------- |
| 10                        | Republicanos (REP)                               | 478.581   | 21,67  | 3       | 2           |
| 11                        | Progresistas (PP)                                | 327.019   | 14,80  | 2       | 1           |
| 20                        | Partido Social Cristiano (PSC)                   | 314.599   | 14,24  | 2       | 2           |
| 22                        | Partido Liberal (PL)                             | 283.272   | 12,82  | 2       | 1           |
| 40                        | Partido Socialista Brasileiro (PSB)              | 237.099   | 10,73  | 1       | Sin cambios |
| 44                        | Unión Brasil (UNIÃO)                             | 203.364   | 9,20   | 1       | 1           |
| 13                        | Partido de los Trabajadores (PT)                 | 188.850   | 8,55   | 1       | Sin cambios |
| 15                        | Movimento Democrático Brasileiro (MDB)           | 70.561    | 3,19   | 0       | Sin cambios |
| 28                        | Partido Renovador Laborista Brasileño (PRTB)     | 16.991    | 0,77   | 0       | Sin cambios |
| 12                        | Partido Democrático Laborista (PDT)              | 15.037    | 0,68   | 0       | 1           |
| 77                        | Solidaridad (SD)                                 | 13.084    | 0,59   | 0       | Sin cambios |
| 18                        | Red de Sostenibilidad (REDE)                     | 12.088    | 0,55   | 0       | Sin cambios |
| 14                        | Partido Laborista Brasileiro (PTB)               | 11.102    | 0,50   | 0       | 1           |
| 45                        | Partido de la Social Democracia Brasileña (PSDB) | 10.133    | 0,46   | 0       | 3           |
| 50                        | Partido Socialismo y Libertad (PSOL)             | 6.237     | 0,28   | 0       | Sin cambios |
| 70                        | Avante (AVANTE)                                  | 4.901     | 0,22   | 0       | Sin cambios |
| 65                        | Partido Comunista de Brasil (PCdoB)              | 4.264     | 0,19   | 0       | Sin cambios |
| 80                        | Unidad Popular (UP)                              | 3.507     | 0,16   | 0       | Sin cambios |
| 51                        | Patriota (PATRI)                                 | 1.873     | 0,08   | 0       | Sin cambios |
| 19                        | Podemos (PODE)                                   | 1.580     | 0,07   | 0       | Sin cambios |
| 23                        | Ciudadanía (Cidadania)                           | 1.419     | 0,06   | 0       | Sin cambios |
| 43                        | Partido Verde (PV)                               | 1.248     | 0,06   | 0       | Sin cambios |
| 36                        | Actuar (AGIR-36)                                 | 1.005     | 0,05   | 0       | Sin cambios |
| 35                        | Partido de la Mujer Brasileña (PMB)              | 588       | 0,03   | 0       | Sin cambios |
| 90                        | Partido Republicano de Orden Social (PROS)       | 448       | 0,02   | 0       | Sin cambios |
| 27                        | Democracia Cristiana (DC)                        | 335       | 0,02   | 0       | Sin cambios |
| 29                        | Partido de la Causa Obrera (PCO)                 | 170       | 0,01   | 0       | Sin cambios |
|                           |                                                  |           |        |         |             |
| Votos válidos             | Votos válidos                                    | 2.209.355 | 86,58  |         |             |
| Votos en blanco           | Votos en blanco                                  | 186.115   | 7,29   |         |             |
| Votos nulos               | Votos nulos                                      | 156.406   | 6,13   |         |             |
| Total                     | Total                                            | 2.551.876 | 100,00 | 12      | Sin cambios |
| Registrados/Participación | Registrados/Participación                        | 3.086.030 | 82,69  |         |             |

## Diputados estatales electos
Había 36 escaños en juego en la Asamblea Legislativa de Paraíba.
| Candidatos            | Partido       | Votos  | Ciudad de origen     | Estado    |
| --------------------- | ------------- | ------ | -------------------- | --------- |
| Adriano Galdino       | Republicanos  | 59.329 | Campina Grande       | Paraíba   |
| Wallber Virgolino     | PL            | 49.419 | Pombal               | Paraíba   |
| Felipe Leitão         | PSD           | 48.277 | João Pessoa          | Paraíba   |
| Fábio Ramalho         | PSDB          | 48.260 | São Roque            | São Paulo |
| Eduardo Carneiro      | Solidariedade | 47.535 | João Pessoa          | Paraíba   |
| Wilson Santiago Filho | Republicanos  | 47.129 | João Pessoa          | Paraíba   |
| Michel Henrique       | Republicanos  | 46.699 | João Pessoa          | Paraíba   |
| João Paulo            | PP            | 46.088 | Campina Grande       | Paraíba   |
| Chico Mendes          | PSB           | 43.068 | Cajazeiras           | Paraíba   |
| Tanilson Soares       | PSB           | 42.087 | João Pessoa          | Paraíba   |
| Tião Gomes            | PSB           | 41.806 | Pombal               | Paraíba   |
| Júnior Araújo         | PSB           | 41.800 | Cajazeiras           | Paraíba   |
| Dra. Jane Panta       | PP            | 41.277 | Lorena               | São Paulo |
| Márcio Roberto        | Republicanos  | 40.909 | São Bento            | Paraíba   |
| Francisca Motta       | Republicanos  | 40.230 | Catolé do Rocha      | Paraíba   |
| Drª. Paula            | PP            | 38.799 | São José de Piranhas | Paraíba   |
| João Gonçalves        | PSB           | 37.431 | João Pessoa          | Paraíba   |
| Danielle do Vale      | Republicanos  | 37.235 | Mamanguape           | Paraíba   |
| Caio Roberto          | PL            | 36.809 | Campina Grande       | Paraíba   |
| Galego de Sousa       | PP            | 34.452 | São Bento            | Paraíba   |
| Dr. Taciano Diniz     | UNIÃO         | 33.779 | Curral Velho         | Paraíba   |
| Jutay Meneses         | Republicanos  | 33.272 | Cairu                | Bahía     |
| Camila Toscano        | PSDB          | 32.586 | João Pessoa          | Paraíba   |
| Cida Ramos            | PT            | 31.819 | Sapé                 | Paraíba   |
| Hervázio Bezerra      | PSB           | 31.798 | João Pessoa          | Paraíba   |
| Branco Mendes         | Republicanos  | 31.202 | Aguiar               | Paraíba   |
| Chió                  | REDE          | 28.569 | Esperança            | Paraíba   |
| George Morais         | UNIÃO         | 26.733 | João Pessoa          | Paraíba   |
| Anderson Monteiro     | MDB           | 25.218 | Esperança            | Paraíba   |
| Inácio Falcão         | PCdoB         | 24.266 | Campina Grande       | Paraíba   |
| Dr. Romualdo          | MDB           | 24.075 | João Pessoa          | Paraíba   |
| Tovar Lima            | PSDB          | 23.577 | João Pessoa          | Paraíba   |
| Dr. Eduardo Brito     | Solidariedade | 22.778 | Mamanguape           | Paraíba   |
| Luciano Cartaxo       | PT            | 22.272 | Sousa                | Paraíba   |
| Gilbertinho           | UNIÃO         | 21.893 | Pombal               | Paraíba   |
| Sargento Neto         | PL            | 20.602 | Campina Grande       | Paraíba   |

#### Por Partido/Federación
| Partidos                  | Partidos                                         | Votos     | %      | Escaños | +/–         |
| ------------------------- | ------------------------------------------------ | --------- | ------ | ------- | ----------- |
| 10                        | Republicanos (REP)                               | 426.682   | 19,02  | 8       | 7           |
| 40                        | Partido Socialista Brasileño (PSB)               | 331.554   | 14,78  | 6       | 2           |
| 11                        | Progresistas (PP)                                | 233.790   | 10,42  | 4       | 2           |
| 22                        | Partido Liberal (PL)                             | 191.274   | 8,53   | 3       | 2           |
| 13                        | Partido de los Trabajadores (PT)                 | 130.449   | 5,81   | 2       | 2           |
| 45                        | Partido de la Social Democracia Brasileña (PSDB) | 210.120   | 9,37   | 3       | Sin cambios |
| 44                        | Unión Brasil (UNIÃO)                             | 203.446   | 9,07   | 3       | 1           |
| 77                        | Solidaridad (SD)                                 | 129.252   | 5,76   | 2       | Sin cambios |
| 15                        | Movimento Democrático Brasileño (MDB)            | 108.014   | 4,81   | 2       | 1           |
| 55                        | Partido Social Democrático (PSD)                 | 102.875   | 4,59   | 1       | Sin cambios |
| 18                        | Red de Sostenibilidad (REDE)                     | 65.575    | 2,92   | 1       | Sin cambios |
| 65                        | Partido Comunista de Brasil (PCdoB)              | 48.099    | 2,14   | 1       | Sin cambios |
| 28                        | Partido Renovador Laborista Brasileño (PRTB)     | 16.269    | 0,73   | 0       | 1           |
| 14                        | Partido Laborista Brasileño (PTB)                | 9.114     | 0,41   | 0       | 2           |
| 50                        | Partido Socialismo y Libertad (PSOL)             | 8.783     | 0,39   | 0       | Sin cambios |
| 35                        | Partido de la Mujer Brasileña (PMB)              | 8.434     | 0,38   | 0       | Sin cambios |
| 12                        | Partido Democrático Laborista (PDT)              | 7.428     | 0,32   | 0       | Sin cambios |
| 36                        | Actuar (AGIR)                                    | 4.429     | 0,20   | 0       | Sin cambios |
| 27                        | Democracia Cristiana (DC)                        | 6.544     | 0,29   | 0       | Sin cambios |
| 23                        | Ciudadanía (CIDADANIA)                           | 643       | 0,03   | 0       | 2           |
| 43                        | Partido Verde (PV)                               | 531       | 0,02   | 0       | Sin cambios |
| 90                        | Partido Republicano de Orden Social (PROS)       | 178       | 0,01   | 0       | Sin cambios |
|                           |                                                  |           |        |         |             |
| Votos válidos             | Votos válidos                                    | 2.243.483 | 87,92  |         |             |
| Votos en blanco           | Votos en blanco                                  | 166.986   | 6,54   |         |             |
| Votos nulos               | Votos nulos                                      | 141.407   | 5,54   |         |             |
| Total                     | Total                                            | 2.551.876 | 100,00 | 36      | Sin cambios |
| Registrados/Participación | Registrados/Participación                        | 3.086.030 | 82,69  |         |             |